# Khó thở
Khó thở là cảm giác mà người ta không thể thở đủ mức. Hiệp hội lồng ngực Hoa Kỳ định nghĩa nó là "một trải nghiệm chủ quan của khó thở bao gồm các cảm giác khác biệt về chất lượng khác nhau về cường độ", và khuyến nghị đánh giá khó thở bằng cách đánh giá cường độ của cảm giác khác biệt, mức độ đau khổ liên quan và gánh nặng hoặc tác động của nó về sinh hoạt hàng ngày. Cảm giác khác biệt bao gồm nỗ lực / công việc, tức ngực và ngột ngạt (cảm giác không đủ oxy).
Khó thở là một triệu chứng bình thường khi gắng sức nhưng là biểu hiện bệnh lý nếu xảy ra đột ngột  hoặc gắng sức nhẹ. 85% trường hợp khó thở là do hen suyễn, viêm phổi, thiếu máu cơ tim, bệnh phổi kẽ, suy tim sung huyết, bệnh phổi tắc nghẽn mạn tính hoặc nguyên nhân tâm lý, như rối loạn lo âu và lo lắng. Điều trị thường phụ thuộc vào nguyên nhân gây bệnh.

## Định nghĩa
Hiệp hội lồng ngực Hoa Kỳ định nghĩa chứng khó thở là: "Một trải nghiệm chủ quan về khó thở bao gồm các cảm giác khác biệt về chất lượng khác nhau về cường độ."  Các định nghĩa khác mô tả nó là "khó thở", "rối loạn hoặc thở không đủ", "nhận thức không thoải mái về hơi thở", và là kinh nghiệm của "khó thở" (có thể là cấp tính hoặc mạn tính).

## Chẩn đoán phân biệt
Mặc dù khó thở thường là do rối loạn của hệ tuần hoàn hoặc hệ hô hấp, nguyên nhân còn có thể do thần kinh, cơ xương khớp, nội tiết, huyết học và tâm thần. DiagnosisPro, một hệ thống chuyên gia y tế trực tuyến, liệt kê 497 nguyên nhân khác nhau vào tháng 10 năm 2010  Các nguyên nhân tim mạch phổ biến nhất là nhồi máu cơ tim cấp và suy tim sung huyết trong khi các nguyên nhân do phổi phổ biến bao gồm bệnh phổi tắc nghẽn mạn tính, hen suyễn, tràn khí màng phổi, phù phổi và viêm phổi. Trên cơ sở sinh lý bệnh, các nguyên nhân có thể được chia thành: (1) tăng nhận thức về hơi thở bình thường như trong cơn lo âu, (2) tăng công thở và (3) sự bất thường trong hệ thống thông khí.